# Panduro (La Paz)
Panduro ist eine Ortschaft im Departamento La Paz im Hochland des südamerikanischen Anden-Staates Bolivien.

## Lage im Nahraum
Panduro ist fünftgrößte Gemeinde des Municipio Sica Sica in der Provinz Aroma. Nordwestlich von Panduro erstreckt sich die weite Ebene des bolivianischen Hochlandes, und östlich des Ortes erhebt sich die Serranía de Sicasica, ein nord-südlich ausgerichteter Gebirgsriegel zwischen La Paz und Cochabamba, der bis auf 4500 m ansteigt.

## Geographie
Panduro liegt in einer Höhe von 3907 m auf dem bolivianischen Altiplano zwischen den Anden-Gebirgsketten der Cordillera Occidental im Westen und der Cordillera Central im Osten. Die Region hat ein typisches Tageszeitenklima, bei dem die tägliche Temperaturschwankung stärker ausgeprägt ist als die mittlere Temperaturschwankung zwischen den Jahreszeiten.
Die Jahresdurchschnittstemperatur liegt im langjährigen Mittel bei 8 °C, die Monatswerte schwanken zwischen 4 °C im Juni/Juli und 11 °C im Dezember (siehe Klimadiagramm Caracollo). Nächtliche Frosttemperaturen sind jedoch zu fast jeder Jahreszeit möglich. Der Jahresniederschlag liegt bei niedrigen 400 mm, wobei von April bis Oktober eine ausgeprägte Trockenzeit herrscht und nur von Dezember bis März nennenswerte Niederschläge von bis zu 100 mm im Monatsmittel fallen. Aufgrund der geringen Niederschläge ist der Himmel meist klar und von intensiv blauer Farbe.

## Verkehrsnetz
Panduro liegt in einer Entfernung von 161 Straßenkilometern südöstlich von La Paz, der Hauptstadt des gleichnamigen Departamentos.
Von La Paz aus führt die asphaltierte Nationalstraße Ruta 2 in westlicher Richtung nach El Alto, von dort die Ruta 1 weitere 148 Kilometer nach Süden über Patacamaya und Sica Sica nach Panduro. Von dort aus führt die Nationalstraße weiter in südöstlicher Richtung zu den Departamento-Hauptstädten Oruro, Potosí und Tarija und nach Bermejo an der argentinischen Grenze.

## Bevölkerung
Die Einwohnerzahl der Ortschaft ist in den vergangenen beiden Jahrzehnten um etwa zwei Drittel angestiegen:
| Jahr | Einwohner | Quelle       |
| ---- | --------- | ------------ |
| 1992 | 421       | Volkszählung |
| 2001 | 508       | Volkszählung |
| 2013 | 894       | Volkszählung |
| 2024 |           | Volkszählung |

Die Region weist einen hohen Anteil an Aymara-Bevölkerung auf, im Municipio Sica Sica sprechen 90,3 Prozent der Bevölkerung Aymara.